# La Liga 1954-1955
Statisticile pentru sezonul La Liga 1954–55.
La acest sezon au participat următoarele cluburi:
| - Athletic Bilbao - Atlético Madrid - FC Barcelona - Celta Vigo - Deportivo Alavés - Deportivo La Coruña - RCD Espanyol - Hércules CF |  | - UD Las Palmas - CD Málaga - Racing de Santander - Real Madrid C.F. - Real Sociedad - Real Valladolid - Valencia CF - Sevilla FC |

## Clasament
| Poziție | Club                | Meciuri jucate | V  | E  | Î  | GÎ | GP | Puncte | A   | Comentarii                       |
| ------- | ------------------- | -------------- | -- | -- | -- | -- | -- | ------ | --- | -------------------------------- |
| 1       | Real Madrid C.F.    | 30             | 20 | 6  | 4  | 80 | 31 | 46     | 49  | Champion of La Liga              |
| 2       | FC Barcelona        | 30             | 17 | 7  | 6  | 75 | 39 | 41     | 36  |                                  |
| 3       | Athletic Bilbao     | 30             | 15 | 9  | 6  | 78 | 39 | 39     | 39  |                                  |
| 4       | Sevilla FC          | 30             | 15 | 4  | 11 | 74 | 58 | 34     | 16  |                                  |
| 5       | Valencia CF         | 30             | 15 | 3  | 12 | 71 | 60 | 33     | 11  |                                  |
| 6       | Hércules CF         | 30             | 11 | 9  | 10 | 46 | 57 | 31     | -11 |                                  |
| 7       | Deportivo La Coruña | 30             | 12 | 6  | 12 | 52 | 59 | 30     | -7  |                                  |
| 8       | Atlético Madrid     | 30             | 11 | 7  | 12 | 59 | 64 | 29     | -5  |                                  |
| 9       | Real Valladolid     | 30             | 11 | 5  | 14 | 48 | 56 | 27     | -8  |                                  |
| 10      | Deportivo Alavés    | 30             | 11 | 5  | 14 | 51 | 62 | 27     | -11 |                                  |
| 11      | Celta Vigo          | 30             | 10 | 7  | 13 | 55 | 60 | 27     | -5  |                                  |
| 12      | UD Las Palmas       | 30             | 10 | 7  | 13 | 45 | 69 | 27     | -24 |                                  |
| 13      | RCD Espanyol        | 30             | 8  | 10 | 12 | 42 | 46 | 26     | -4  |                                  |
| 14      | Real Sociedad       | 30             | 9  | 6  | 15 | 48 | 53 | 24     | -5  |                                  |
| 15      | Racing de Santander | 30             | 9  | 2  | 19 | 39 | 81 | 20     | -42 | Retrogradată în Segunda División |
| 16      | CD Málaga           | 30             | 6  | 7  | 17 | 36 | 65 | 19     | -29 | Retrogradată în Segunda División |